# 妙隆寺 (あわら市)
妙隆寺（みょうりゅうじ）は、福井県あわら市にある日蓮宗の寺院。山号を梅昌山と称する。本尊は釈迦如来、開山は溝江長逸の舎弟の弁英院日宗上人で、京都市の顕本法華宗妙満寺の旧末寺。什師法縁。一向一揆に攻められて自害した溝江氏一族と加賀の冨樫泰俊夫妻一家の霊をまつる菩提所で、溝江館（金津城）跡の近くにある。

## 歴史
溝江氏は、溝江郷金津を発祥とする豪族であったが、南北朝時代以降は地頭としての地位にあり、戦国時代には守護職朝倉氏に仕える家臣であった。
加賀からの一向一揆侵入に悩まされた朝倉氏は、加賀との国堺に岡田氏、細呂木氏、堀江氏、溝江氏、武曽氏、北村氏、深町氏などの家臣団を展開配置して防備に当たらせた。溝江氏は、その館が金津に立地していたことから、北陸街道が通る要衝の地である金津の防衛を担当した。溝江館は、幅も深さも掘として十分な機能を持つ竹田川が前を流れる自然の要害であった。
溝江氏として史料に最初に名が登場するのは、溝江景逸・長逸の親子2代の城主である。溝江父子は永正3年(1506年)の九頭竜川の戦いを始めとして、侵入する加賀の一向一揆を何度も押し返すことに成功するが、天正元年(1573年)8月、朝倉氏が織田信長の一乗谷攻めで滅ぶと、越前に潜んでいた一向一揆勢が一斉に蜂起した。これに杉浦玄任率いる加賀の一揆勢が加わり、総勢2万余に膨れ上がった衆徒は、天正2年(1574年)2月19日、金津城へ押し寄せた。
溝江景逸父子は最期の時が迫ったと判断し、その家族や家臣、妙隆寺弁栄坊、明円坊印海、東前寺英勝和尚、宗性坊、小泉藤左衛門、藤崎内蔵助、市川左助父子三人、一揆に追われて加賀から避難していた冨樫泰俊夫妻ら30余人が枕を並べて自害して果てた。この落城の一部始終は、以下の辞世の句とともに史料に残っている。　
- 世の中の楽をも苦をも春の夜の短き夢と今日見果てぬる　　入道宗天景逸
- 三十余年の夢、漠然として今日醒む　　英勝和尚
- 先立ちぬくいの八千度悲しきは流れる水の廻来ぬなり　　冨樫之介泰俊

妙隆寺の過去帳には、この時横死した溝江一族や冨樫泰俊夫妻の法名が記され、末尾に「皆同日卒死」とある。なお、溝江長逸の長男・長澄(後に長氏を名乗る)は単独で攻撃からの脱出に成功し、織田信長、次いで羽柴秀吉に仕え、金津城を復興している。その子長晴は江戸時代前期に彦根藩士となり、全国各地に溝江氏の末裔を残すことになった。
冨樫泰俊も、幼い三男家俊を家臣達に託して脱出させた。家俊は、加賀の石川郡押野村（現在の石川県野々市市）へ落ち延び、名前を冨樫から後藤に変え、明治時代初期まで加賀藩の十村役などを務めた。昭和16年(1941年)、日蓮宗、顕本法華宗、本門宗の三派合同により、日蓮宗に所属する。

## 溝江公・冨樫公行事
- 毎月19日　溝江公・冨樫公一族御祥忌（月忌参り）

## 位置情報
- 妙隆寺 : 北緯36度12分49.74秒 東経136度13分36.48秒 / 北緯36.2138167度 東経136.2268000度
- 溝江館(金津城)跡 : 北緯36度12分46.86秒 東経136度13分33.66秒 / 北緯36.2130167度 東経136.2260167度

## アクセス
- （所在地）福井県あわら市市姫2丁目7-25
- （最寄駅）芦原温泉駅（直線距離780ｍ）